# A.Riza
A.Riza (Arıza) est une telenovela turque produite par O3 Medya et diffusée par Show TV entre le 13 septembre 2020 et le 11 avril 2021. 
En France, le feuilleton a été remonté en 101 épisodes de 45 minutes et diffusé entre le 18 février 2023 et le 12 août 2023 sur Novelas TV.

## Synopsis
Ali Riza est un jeune chauffeur de taxi qui mène une vie ordinaire tranquille avec sa mère, et ses frères et sœurs. Après la mort de son père, Ali Riza devient le chef de famille et commence à travailler dur pour subvenir aux besoins de sa famille.
La vie d’Ali Riza bascule lorsqu’ un soir il rencontre une belle étudiante en médecine, Halide (Aylin en version française). Alors qu’elle fuit Burak, elle monte dans le taxi d’Ali Riza qui la défend. Fou amoureux d’elle, Burak jure de retrouver ce chauffeur de taxi et de prendre sa revanche.
Halide vient d’une famille aisée mais elle travaille comme médecin dans une petite ville. Après que sa mère et ses deux frères aient été tués lors d’une agression armée, son père Hasmet, un puissant mafieux à Istanbul, délègue ses affaires à au père de Burak, Fuat, un homme ambitieux.
Ali Riza parviendra-t-il à survivre au milieu de la mafia Turque et vivre son histoire avec Halide ?

## Distribution

### Rôles principaux
- Tolga Saritas : Ali Rıza Altay
- Ayca Aysin Turan : Aylin (Halide en VO) Gürkan
- Ahmet Mümtaz Taylan : Haşmet Gürkan
- Olgun Toker : Burak Ersoylu
- Murat Daltaban : Muzaffer Cura
- Uygar Özçelik : Rasim
- Pınar Çağlar Gençtürk : Emine
- Ali Rıza Kubilay : Mithat Tekinoğlu
- Yeşim Gül : Rukiye Altay
- Ramazan Akcan : Ramço
- Ali Seçkiner Alıcı : Hasan Kırbaş
- Yağız Can Konyalı : Mert Altay
- Cankat Aydos : Ferit
- Ergun Kuyucu : Sabri
- Kemal Burak Alper : Fiko
- Sıla Gözüm : Aslı
- Fatih Dokgöz : Rıfkı
- Muharrem Özcan : Safir
- Mert Altınışık : Aslan Demirci
- İrem Ece Başarır : Nihan Altay
- Yıldırım Gücük : Salman
- Burak Demir : Metin
- Fırat Tanış : Cabir
- Almaç Sarıkaya : Doğan
- Diren Polatoğulları : Numan
- Şekip Taşpınar : Şehmuz Atmaca
- Numan Çakır : Galip Atabey
- Gökay Müftüoğlu : Fatih
- Levent Can : Fuat Ersoylu
- Duygu Katagan : Şebnem Ersoylu
- Eda Şölenci : Seda
- Dilara Aksüyek : Füsun Keskin
- Cavit Çetin Güner : Murat Ersoylu
- Cem Kurtoğlu : Mehmet Emin Altay
- Rüzgar Aksoy : Balaban
- Nursel Köse : İhtiyar\ Bergüzar Ece
- Yeşim Salkım : Melek Tekinoğlu
- Hazal Benli : Derya Tekinoğlu

## Version française
La version française est assurée par Studio Plug-in au Maroc.
Avec les voix d'Olivier Mutelet, Hamza Touijri, Mounia Bennis, Eric Cuvelier, Sophie Pastrana, Jean-Albert Margaine, Christophe Cerino, Antoine Pinault, Martin Girard, Fanny Dalmau, Brahim Bihi, Camille Bechta, Mouna Belgrini, Gabriel Delmas, Guillaume Escaffre, Adrien Caminada, Michael Paolinetti, Corinne Troisi, Emmanuelle Brindel et Paul Nguyen.